# Jean-Charles Sommerard

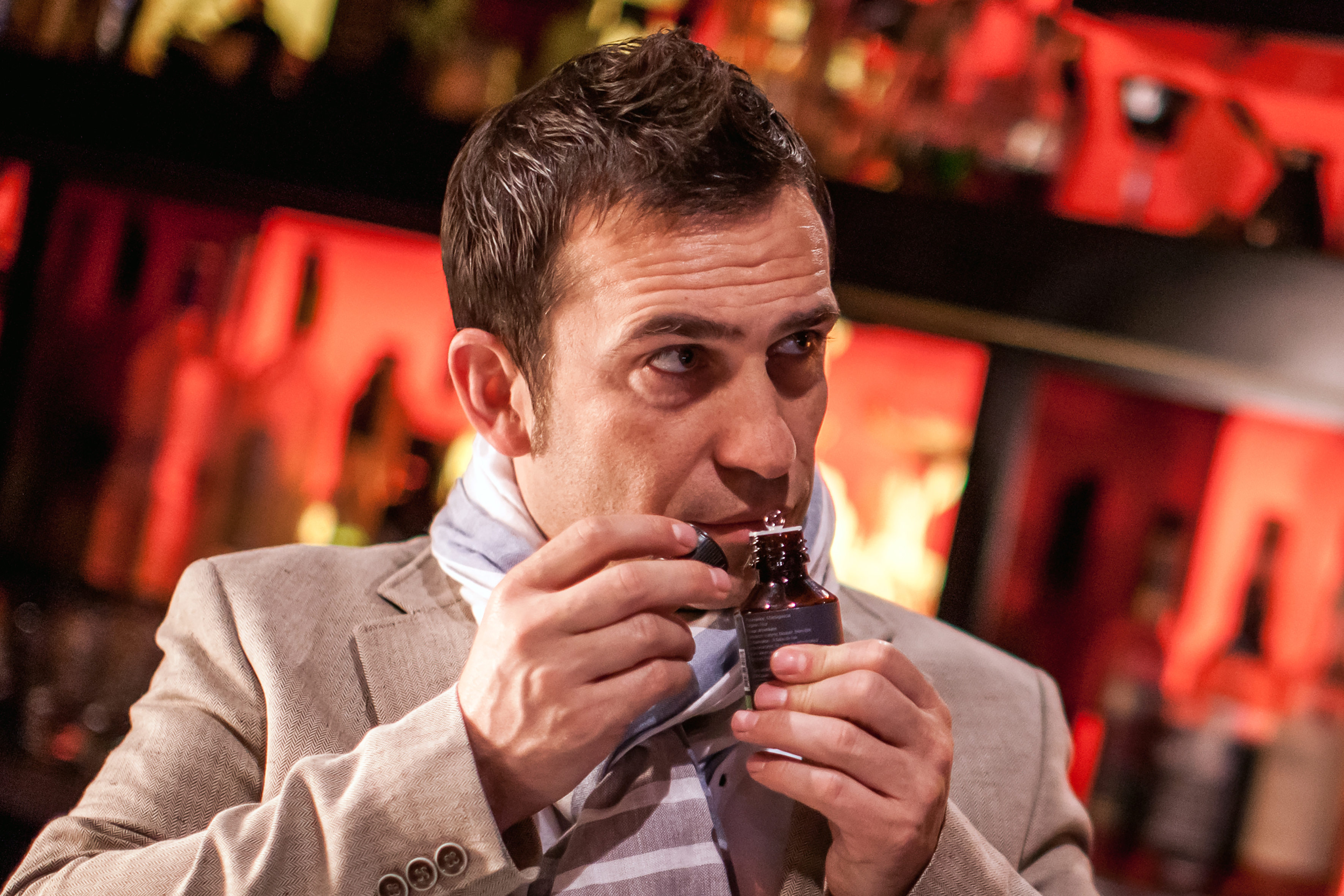
Jean-Charles Sommerard en 2013

Jean-Charles Sommerard est un spécialiste d'aromathérapie,, parfumeur et producteur d'huiles essentielles français.
Les parfums qu'il crée ont la particularité d'être composés d'huiles essentielles végétales et  biologiques.

## Biographie
Jean-Charles Sommerard est issu d’une famille de producteurs de plantes aromatiques et médicinales. Son père, Michel Sommerard est le fondateur du laboratoire Florame et créateur du premier musée de l’huile essentielle en France (« Musée des arômes » de Saint Rémy de Provence) ; il a contribué à la création du premier cahier des charges de production et de certification des huiles essentielles bio en France.
Jean-Charles Sommerard se forme durant plusieurs années auprès de son père dans tous les domaines de l’aromathérapie.

### Créateur et concepteur
Jean-Charles Sommerard crée la société, « Sopham SARL », et la marque « Artisan Nature ». Cette société distribue des huiles essentielles.
En 2006, il initie et modélise le concept du « Bar à eaux florales ».
Jean-Charles Sommerard travaille en tant que nez pour l’Institut du Monde Arabe, le Musée d’Orsay, le Fouquet’s, le Crillon et le BuddhaBar . Il participe à des salons de produits naturels (Marjolaine, Rentrée Zen, Vivez Nature, Primevère…); il enseigne l’aromathérapie et crée différents événements autour de l’aromathérapie (les Soirées de l’aroma).
En collaboration avec le CNRS, il a participé aux premières analyses chromatographiques en France d’eaux florales et d’hydrolats aromatiques.

### Parfumeur et marketing sensoriel
En 2007, Jean-Charles Sommerard crée la société Sevessence pour développer le concept du « parfum aromatique de bien-être » éthique, solidaire et responsable.
Jean-Charles Sommerard continue la distribution de produits de l’aromathérapie classique, et développe la création de signatures olfactives et sensorielles bien-être naturelles et biologiques, en créant des parfums ou des « identités olfactives » sur les bases du "marketing sensoriel", dans le respect des exigences de sécurité de l’Association internationale du parfum.
Il est invité lors de réunions professionnelles du monde de la parfumerie (tels « Vertige des parfums » au château d’Artigny).
Jean-Charles Sommerard est également conférencier et formateur : il enseigne à l'École supérieure de Parfumerie Française à Paris.

## Musicien
Signé par la société de Publishing Universal en 1999, il participe aussi à la création de musiques de films : bande-originale de La Mentale, Hell...

## Publications
Jean-Charles Sommerard (auteur), avec Michel Faucon et Ronald Mary (co-auteurs), a produit la collection « Mes Essentielles » pour le groupe Actissia (France Loisir) en coédition avec les éditions Solar, de 2014 à 2017 :
- Mes 12 essentielles : l'aromatrousse idéale pour toute la famille
- Je booste mon énergie avec les huiles essentielles saison par saison, 16 huiles essentielles pour fortifier le corps et l'esprit – avec Daniel Kieffer
- Ma maison saine avec les huiles essentielles : nettoyer, assainir, parfumer au naturel
- Ma détox minceur avec les huiles essentielles : détoxifier, drainer, mincir
- Mes secrets de beauté avec les huiles essentielles
- Je gère stress et émotions avec les huiles essentielles
- Mes recettes et boissons avec les huiles essentielles

Autres éditeurs
- Les Huiles essentielles des paresseuses - avec Ronald Mary  – Éd. Marabout, 2014
- Eaux florales mode d’emploi : grossesse, bébé et jeune maman - avec Aude Maillard  et Ronald Mary - Éd. Marabout family / Hachette, 2014
- Mon atelier d’aroma : l’aromathérapie créative - Éd. Marabout / Hachette, 2012
- Eaux florales, un nouvel art de vivre - avec Ronald Mary  - Éd. Presses du Châtelet, 2012
- Le Guide de l’olfactothérapie : les huiles essentielles pour accompagner nos émotions - avec Guillaume Gérault , Catherine Béhar , et Ronald Mary  - Éd. Albin Michel, 2011
- Mes 12 huiles essentielles pour tout soigner - avec Joëlle Le Guehennec et Guillaume Gérault - Éd. First, 2010
- Parfums de confidences - Éd. Terre d’Hommes, 2009